# 瑞士縣 (印第安納州)
瑞士县（英語：Switzerland County）是位於美國印第安納州東南角的一個縣，南隔俄亥俄河與肯塔基州相望。面積579平方公里。根據美國2000年人口普查，共有人口9,065人。縣治韦韦（Vevay）。
成立於1814年9月7日，10月1日生效。縣名以瑞士命名。